# Hans von Seeckt
Hans von Seeckt (født 22. april 1866, død 27. december 1936) var en tysk officer og kendt for sin organisering af den tyske hær (Reichswehr) under Weimar-republikken.

## Tidlige år
Seecht blev født i Slesvig by og gik ind i den tyske hær i 1885. Han blev overført til generalstaben i 1899. Under 1. Verdenskrig gjorde Seeckt tjeneste på forskellige højtstående stabsposter på Østfronten, herunder som stabschef for August von Mackensen mens denne havde kommandoen over 11. Armé.
Han var ud af en preussisk slægt og bar i reglen monokel, hvilket fik ham til at ligne indbegrebet af en konservativ.

## Reichswehr
Efter afslutningen af 1. verdenskrig og opløsningen af den gamle kejserlige hær fik Seeckt til opgave at organisere det nye Reichswehr indenfor de begrænsninger, som var fastlagt i Versailles-traktaten. Det lykkedes ham at lægge grunden til et stærkt Reichswehr og skjule den nye ledelse, den forbudte generalstab, under navnet Truppenamt, eller troppekontor. Han er også kendt for sin fjendtlige holdning overfor den Anden polske republik og for at søge en alliance med Sovjetunionen mod Polen. Efter at have set opmuntrende tegn fra det nyetablerede krigskommissær-kontor under Lev Trotskij, afsendte Seeckt en hemmelig delegation for at etablere en militæralliance med Sovjetunionen – uden at den tyske regering blev informeret. Mange af de våben, som Wehrmacht brugte senere i 2. verdenskrig, såsom Stuka styrtbombeflyet, blev udviklet indenfor rammerne af dette samarbejde.
Seeckt samarbejdede også med en række paramilitære grupper, det såkaldte Schwarze Reichswehr.
Efter at de allierede havde sendt den tyske regering en liste over "krigsforbrydere", som skulle stilles for retten, indkaldte Seeckt til en konference med stabsofficerer og afdelingsledere den 9. februar 1920 og sagde til dem, at hvis den tyske regering afslog, eller var ude af stand til at afvise de allierede krav måtte Reichswehr imødegå disse med alle midler, selv hvis det betød genoptagelse af fjendtlighederne. Han tilføjede, at hvis de allierede invaderede Tyskland, hvilket han ikke troede, de ville, så ville den tyske hær i vest trække sig tilbage bag floderne Weser og Elben, da der her allerede var bygget forsvarsstillinger. I øst skulle tyske tropper invadere Polen og forsøge at etablere forbindelse med Sovjetunionen, hvorefter de begge ville vende sig mod Frankrig og Storbritannien. Han tilføjede, at tysk krigsmateriel herefter ikke ville blive solgt eller ødelagt, og at hæren kun skulle reduceres på papiret. En preussisk indenrigsminister, Albert Grzesinski, skrev, at medlemmer af Seeckts stab sagde, at Seeckt ønskede et militærdiktatur, måske under ledelse af Gustav Noske.
Seeckts rolle i Kappkuppet i marts 1920 er stadig uklar. Han afviste såvel aktivt at slå oprøret ned som at samarbejde med oprørerne. Hans bemærkning til lederne af republikken om, at "Reichswehr skyder ikke på Reichswehr", var kontroversiel.
Fra 1920 til 1926 beklædte Seeckt stillingen som Chef der Heeresleitung – hvor han var den faktiske leder af hæren i den nye Weimar-Republik. Ved at arbejde på at bygge en professionel upolitisk hær indenfor og udenfor begrænsningerne i Versailles-traktaten fremmede Seeckt den holdning, at hæren var en stat i staten. Han var en beundrer af den britiske model med en lille, men højt uddannet stående hær, hvor politisk aktivitet var forbudt. Dette var i overensstemmelse med betingelserne i Versailles-traktaten, som var rettet mod at skabe en langfristet professionel hær på maksimalt 100.000 frivillige og uden større reserver. En styrke, som ikke ville være i stand til at udfordre den langt større franske hær. Seeckt var monarkist af overbevisning og tilskyndede til opretholdelse af traditionerne fra den gamle kejserlige armé. Af denne grund betegnede han de enkelte kompagnier og eskadroner i det nye Reichswehr som direkte efterfølgere af bestemte regimenter i kejserens hær.
Efter at Seeckt havde mødt Adolf Hitler første gang den 11. marts 1923, skrev han : "Vi var enige om målet, kun vore veje var forskellige". Han gjorde imidlertid stærk modstand mod Hitlers kupforsøg den 8. – 9. november 1923 og insisterede på, at den bayerske division af Reichswehr forblev loyal overfor republikken. Han var stærk modstander af Locarno-traktaten, som han så som eftergivelse overfor Frankrig og var skeptisk overfor tysk medlemskab af Folkeforbundet fordi, han mente, at det kun var i Vestens interesse, at man opgav Tysklands forbindelser til Sovjetunionen.
Seeckt blev til sidst tvunget til at tage sin afsked den 9. oktober 1926 efter have tilladt prins Wilhelm, et barnebarn af Wilhelm 2., at deltage i hærens manøvrer i en uniform fra den gamle kejserlige garde uden først at opnå regeringens godkendelse.
Mens han ledede militæret, tillod von Seeckt kun trænede mænd i den 100.000 mand stærke hær. Han fastholdt dem i 12 års obligatorisk tjeneste med fuld løn og husly, hvilket udgjorde en grad af stabilitet, som ellers var sjælden midt under den store økonomiske krise i Tyskland. Han opnåede sine troppers loyalitet ved at betale dem seks gange så meget, som franske soldater fik.
Von Seeckt gjorde træningsstandarden i Reichswehr til den hårdeste i verden. Von Seeckt trænede sine tropper i bekæmpelse af fly og kampvognsangreb ved at bygge våben af træ og gennemføre simulerede kampe under dække af at træne soldaterne i at vende tilbage til det civile liv. Von Seeckt holdt disciplin i denne lille hær på en helt anden måde end tidligere tyske hære. I stedet for at slå eller skyde soldater for overtrædelser tvang von Seeckt dem, som begik mindre overtrædelser til at bruge deres fritid på at ligge under en seng og synge gamle lutherske salmer. Han lod også sine mænd lære tilsyneladende ubrugelige ting, såsom hestens anatomi og kunsten at holde bier, for at de kunne være borgere med færdigheder såvel som militærpersoner.

## Senere år
Fra 1930-1932 sad von Seeckt i det tyske parlament som medlem for det tyske folkeparti, efter at det ikke var lykkedes ham at blive kandidat for det tyske centerparti. Under præsidentvalget i 1932 skrev han til sin søster og opfordrede hende til at stemme på Hitler. I 1934-1935 fungerede han som rådgiver for Chiang Kai-shek, men da han kom hjem fra Kina, blev han desillusioneret over Hitler.

## Yderligere læsning
- Craig, Gordon. The Politics of the Prussian Army 1640-1945. Oxford University Press, 1964.
- Corum, James. The Roots of Blitzkrieg. University Press of Kansas, 1992.
- Meier-Welcker, Hans. Seeckt. Bernard und Graefe Verlag, Frankfurt am Main, 1967
- Wheeler-Bennett, Sir John The Nemesis of Power: German Army in Politics, 1918-1945. New York: Palgrave Macmillan Publishing Company, 2005.
- The American Heritage Picture History of World War II Volume One. New York: American Heritage Publishing Company, 1966
- Albert Seaton. The German Army 1933-45. ISBN 0-297-78032-8